# گلان (مهران)
گلان. روستایی بزرگ در بخش صالح آباد شهرستان مهران میباشد.

## جمعیت
این روستا در دهستان هجداندشت در بخش صالح آباد قرار دارد و براساس سرشماری مرکز آمار ایران در سال ۱۳۸۵، جمعیت آن ۱٬۰۱۰ نفر (۱۹۴خانوار) بوده‌است. این روستا در قبل از جنگ تحمیلی بعلت وجود آب فروان و ایجاد بند انحرافی بر روی رودخانه شمالی ان دارای باغات متعدد میوه و خرما و همچنین دارای انواع مزارع صیفی جات در تابستان و کاملاً سرسبز بود. در سال‌های اخیر  بعلت وجود خشکسالی های پی در پی و خشک شدن رودخانه شمالی آن و کمبود آب به روستایی خشک تبدیل شده‌است. 

هم اکنون از جاذبه‌های گردشگری طبیعی این روستا، دره زیبای ویژدرون در سمت شرقی روستاست که بعلت عبور رودخانه کنجانچم از داخل دره، طبیعت بکر و بسیار زیبایی را به وجود آورده است.

امامزاده شیخ الیاس و خدرزنده هم در این اطراف این روستا واقع‌اند.

شغل بیشتر مردم اکنون کشاورزی و کار در شرکت‌های پیمانکاری بوده. سابقاً دامداری سنتی رونق خوبی در روستا داشت و خانوارهای زیادی از راه دامداری امرار معاش میکردند و گله‌ها و رمه‌های بزرگ وجود داشت بود.اکنون تنها تعداد بسیار اندکی خانوار مَشغول دامداری هستند 

مهاجرت به شهر بعلت کمبود امکانات یکی از عواملی است که روستا را به سمت فراموشی می برد.
اکثر جوانان آن تحصیل کرده و دارای تحصیلات دانشگاهی هستند.